# Sarah Anne Bright

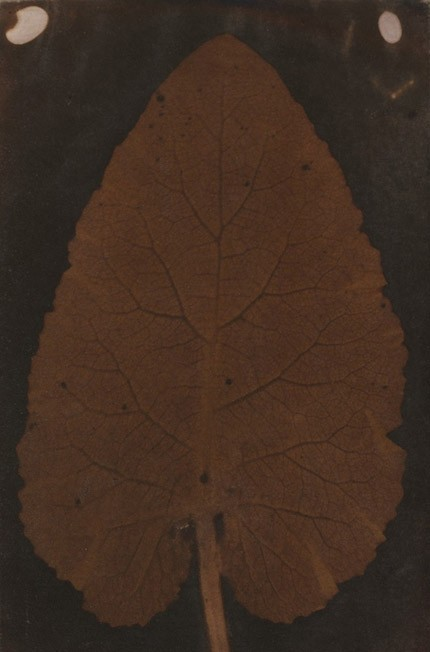
Sarah Anne Brightová: Quillan Leaf

Sarah Anne Brightová (nepřechýleně Bright; 1793 Bristol – 1866 Bristol) byla anglická umělkyně a fotografka aktivní v 19. století, která byla jednou z prvních fotografek. Autorství snímků, které pořídila, jí bylo připsáno až v roce 2015, kdy byly její iniciály objeveny na fotogramu, který se objevil na aukci v Sotheby's v New Yorku.

## Životopis
Brightová žila v Bristolu v Anglii. Narodila se jako jedno z devíti dětí Richardu Brightovi (1754–1840) a Sarah Heywood Brightové. Její otec byl bohatý obchodník a bankéř a je známo, že se silně zajímal o vědu. V roce 1823 byl jedním ze zakladatelů Bristol City Museum and Art Gallery. V létě roku 2015 toho bylo o životě Sarah Anne Brightové známo jen málo.
Její role pionýrky fotografie byla objevena poté, co byla nabízena k prodeji série fotografií známá jako Quillan Collection v aukční síni Sotheby v New Yorku v roce 2008. Sbírku sestavil v letech 1988–1990 soukromý sběratel umění Jill Quasha.
V kolekci se nacházela fotografie listu, o které myslelo, že autorem je William Henry Fox Talbot, ale když odborník na Talbota pan Larry Schaaf snímek zkoumal, tak prohlásil, že autorem Talbot rozhodně není. Jednalo se o fotogram dnes známý jako Quillan Leaf (List z Quillanu). Vzhledem k určitým spekulacím o tom, kdo mohl obraz vytvořit, Sotheby uvedla v prodejním katalogu pod snímkem "Fotograf neznámý". Zápis katalogu zahrnoval tři stránky dokumentace a poznámky Larryho Schaafa.
V době dražby měl fotogram listu jasný původ. Pocházel z alba, které původně patřilo Henrymu Brightovi z Ham Green v anglickém Bristolu. Původní album obsahovalo původně sedm fotogramů a několik akvarelů a kreseb, ale do doby aukce se dochovaly pouze fotogramy.
Tisk měl na své zadní straně zřetelně jasné písmeno „W” spolu s dalšími písmeny, která vypadala jako iniciály „HB”. Po pečlivém studiu tisku Schaaf spekuloval, že „W” by mohlo znamenat iniciály Thomase Wedgwooda, a že fotogram mohl být vytvořen ještě před rokem 1805. Na základě nejistoty týkající se autorství a stáří, Sotheby's stáhl fotogram z prodeje až do výsledků dalšího výzkumu.
Larry Schaaf začal zkoumat možné souvislosti s Henrym Brightem a tehdy známými fotografy v oblasti Bristolu. Zjistil, že písmeno „W” na tiscích používal také William West, o kterém bylo známo, že jako jeden z prvních pořizoval fotografické snímky v Bristolu. Další výzkum ho vedl ke zjištění, že to, co se zdálo jako iniciály „HB”, tak byly vlastně písmena „S.A.B.” a rukopis odpovídal iniciálům na akvarelech, o kterých se ví, že jejich autorkou je Sarah Anne Brightová. Schaaf dospěl k závěru, že Brightová je také autorkou zmíněné fotografie a v červnu 2015 oznámil své nálezy na přednášce na univerzitě v Lincolnu.